# Kysta
Kysta – wieś (obec) na Słowacji położona w kraju koszyckim, w powiecie Trebišov. Pierwsze wzmianki o miejscowości pochodzą z roku 1272. 
Według danych z dnia 31 grudnia 2012, wieś zamieszkiwało 389 osób, w tym 196 kobiet i 193 mężczyzn.
W 2001 roku pod względem narodowości i przynależności etnicznej 99,74% mieszkańców stanowili Słowacy, a 0,26% Węgrzy.
Ze względu na wyznawaną religię struktura mieszkańców kształtowała się w 2001 roku następująco:
- Katolicy rzymscy – 36,48%
- Grekokatolicy – 36,48%
- Prawosławni – 2,04%
- Ateiści – 1,28%
- Nie podano – 1,28%